# Віктор Завацький
Віктор Завацький (9 лютого 1910 — ???) — чехословацький політик української національності (офіційно — русинської національності), депутат Тимчасових народних зборів від Української Народної Ради Пряшівщини та депутат Конституційних Народних Зборів від Демократичної партії, після лютого 1948 року від Комуністичної партії Словаччини (відповідно КПЧ).

## Життєпис
У 1945–1946 роках був членом Тимчасових Народних Зборів Української Національної Ради Пряшівщини. Він залишався в парламенті до парламентських виборів 1946 року. Після них він повернувся до законодавчого органу, тепер як член Установчих національних зборів від Демократичної партії.
У березні 1945 року він був обраний до районного керівництва Демократичної партії в Пряшеві. Працював у той час професором руської гімназії в Пряшеві.
Вже протягом 1945 р. в рамках Української Народної Ради він брав участь у створенні українсько-руської секції в Демократичній партії, яка була заснована в серпні 1945 р. і Завацького було обрано її головою. На підставі угоди від березня 1947 р. Завацький став головним секретарем економіки Української Національної Ради. Після лютневого перевороту 18 березня 1948 року вступив до парламентського клубу Комуністичної партії Словаччини. Вже 22 лютого 1948 р. він надіслав телеграму Клементу Ґотвальду від імені Української Народної Ради та підтримав комуністичну позицію під час урядової кризи. У наступні дні він брав участь у ліквідації українсько-руської секції в Демократичній партії та її схилянні до КПС. Він залишався в парламенті до виборів до Національних зборів 1948 року.

### Зовнішні посилання
- Віктор Завацький у парламенті